# Dominicae cenae
Dominicae Cenae (SOBRE O MISTÉRIO E O CULTO DA SANTÍSSIMA EUCARISTIA) é uma carta apostólica escrita pelo Papa João Paulo II sobre a Eucaristia e seu papel na vida da Igreja e na vida do sacerdote. Também aborda outros tópicos eucarísticos.
Foi promulgada em 24 de fevereiro de 1980, segundo domingo da Quaresma. É a segunda carta emitida durante o pontificado do Papa João Paulo II. 
Dominicae Cenae é divididoaem quatro seções principais:1. O MISTÉRIO EUCARÍSTICO NA VIDA DA IGREJA E DO SACERDOTE
1. Eucaristia e Sacerdócio
2. Adoração do Mistério Eucarístico
3. Eucaristia e Igreja
4. Eucaristia e Caridade
5. Eucaristia e Próximo
6. Eucaristia e Vida

2.O SAGRADO CARÁTER DA EUCARISTIA E DO SACRIFÍCIO
1. Sacralidade
2. Sacrificium

3. AS DUAS MESAS DO SENHOR E A POSSESSÃO COMUM DA IGREJA
1. A Mesa da Palavra de Deus
2. A Mesa do Pão do Senhor
3. Bem comum da Igreja

## Citações
- A Igreja e o mundo precisam muito do culto eucarístico. Jesus espera por nós neste sacramento de amor. Sejamos generosos com o nosso tempo para ir ao seu encontro na adoração e na contemplação cheia de fé e pronta a reparar nunca com a nossa adoração as grandes faltas e crimes do mundo.
  - DC§3